# Ань Шиґао
Ань Шиґао (кит. трад.: 安世高; піньїнь: Ān Shìgāo, роки життя не відомі, 2 ст. н. е., династія Східна Хань) — найдавніший перекладач буддійських текстів на китайську мову. Перші відомості про його життя містяться у «Збірці нотаток з Тріпітаки» 出三藏記集 Сен'ю 445—518 та «Ґаосен чжуань» (5-6 ст.), але вони мають агіографічний, а не історичний характер.

## Життєпис
Так, традиційні нариси згадують, що Ань Шиґао належав до царського роду Парфії, але залишив палацове життя та став ченцем. За сучасним припущенням, Ань — вказівка на парфянське походження, перша частина китайського перекладу назви Парфії як «Аршакідської держави», Аньсі 安息 (за назвою династії Аршакідів).
У той час як монографія Еріка Цюрхера (1959) заперечує належність Шиґао до парфянської еліти, пізніше дослідження Антоніо Форте (1995) висуває гіпотезу про те, що ця належність цілком історична. Але аргументація Форте спирається на документацію стосовно певного Аня Шиґао, іранського походження, який був сином парфянського володаря та заручником (侍子) при Ханському дворі. У рецензії на працю Форте  Цюрхер визнає, що ймовірність такого припущення дуже висока, але вирішення розбіжностей між релігійними та світськими джерелами з життя Ань Шиґао не може бути досягнуте на підставі наявних матеріалів. Головне протиріччя полягає у тому, що буддійські джерела наполягають на відсутності родини Ань, у той час як світські наводять генеалогію його (?) нащадків, яка прослідковується до 8-го століття включно.

## Доробок
Так чи інакше, Ань Шиґао прибув до Лояну у 148 році та облишив столицю у 189, зібравши за цей час певне коло послідовників. Згідно доповіді, яку зробив буддійський ченець Даоань у 374 році, Шиґао переклав 34 твори. Серед перекладів, виконаних Шигао — перша промова Будди «Чжуань фалунь цзін» та трактат про контролювання дихання (анапанасаті) Anapanasati Sutta. Належність тих чи інших перекладів що збереглися до корпусу праць Шиґао залишається предметом наукових дискусій.